# Hanchihall, Turuvekere
Hanchihall là một làng thuộc tehsil Turuvekere, huyện Tumkur, bang Karnataka, Ấn Độ.